# Akciabrowa
Akciabrowa (biał. Акцяброва; ros. Октябрёво, Oktiabriowo) – wieś na Białorusi, w obwodzie homelskim, w rejonie kormańskim, w sielsowiecie Licwinawiczy.

## Historia
Dawniej dwie wsie: Stara Bycz (biał. Стара́я Быч, Staraja Bycz; ros. Старая Бычь, Старая Быч, Staraja Bycz) i Nowa Bycz (biał. Новая Быч, Nowaja Bycz; ros. Новая Бычь, Новая Быч, Nowaja Bycz). W XIX i w początkach XX w. położone były w Rosji, w guberni mohylewskiej, w powiecie bychowskim, w gminie Bycz, której siedzibą była Nowa Bycz. W Nowej Byczy znajdowała się wówczas szkoła, w Starej Byczy parafialna cerkiew prawosławna.
Następnie w granicach Związku Sowieckiego. Od 1991 w niepodległej Białorusi. Do 1 grudnia 2009 siedziba sielsowietu Akciabrowa.